# یوهانس سودلا
یوهانس سودلا (استونیایی: Johannes Soodla; ۱۴ ژانویهٔ ۱۸۹۷ – ۱۶ مهٔ ۱۹۶۵) یک نظامی اهل استونی بود.
وی در سال ۱۹۱۶ به ارتش روسیه پیوست و در جنگ جهانی اول جنگید، در جنگ استقلال استونی (نبرد پایو) به‌همراه یولیوس کوپریانوف برای استونی جنگید، سودلا سپس به آلمان رفت و در تابستان همان سال با ارتش آلمان به استونی بازگشت. در زمان اشغال استونی توسط آلمان وی به درجه اوبرفورر و سپس بریگادفورر دست یافت و در سال ۱۹۴۴ به آلمان بازگشت. پس از جنگ مشخص شد که سودلا در اردوگاه‌های پناهندگان در آلمان بوده‌است. او بعداً مدتی در ایتالیا و ایالات متحده آمریکا زندگی کرد. وی در ۱۶ مه ۱۹۶۵ در گسلار، آلمان درگذشت.
کمیسیون بین‌المللی استونی در تحقیقات دربارهٔ جنایات علیه بشریت به این نتیجه رسید که یوهانس سودلا به دلیل موقعیت ارشد خود، در اقدامات جنایتکارانه انجام شده در استونی و خارج از مرزهای آن توسط آلمان سهیم بوده‌است.
سودلا همچنین برندهٔ جوایزی همچون صلیب آهنین و نشان سنت جورج شده‌است.